# Lutherkirche (Cottbus)

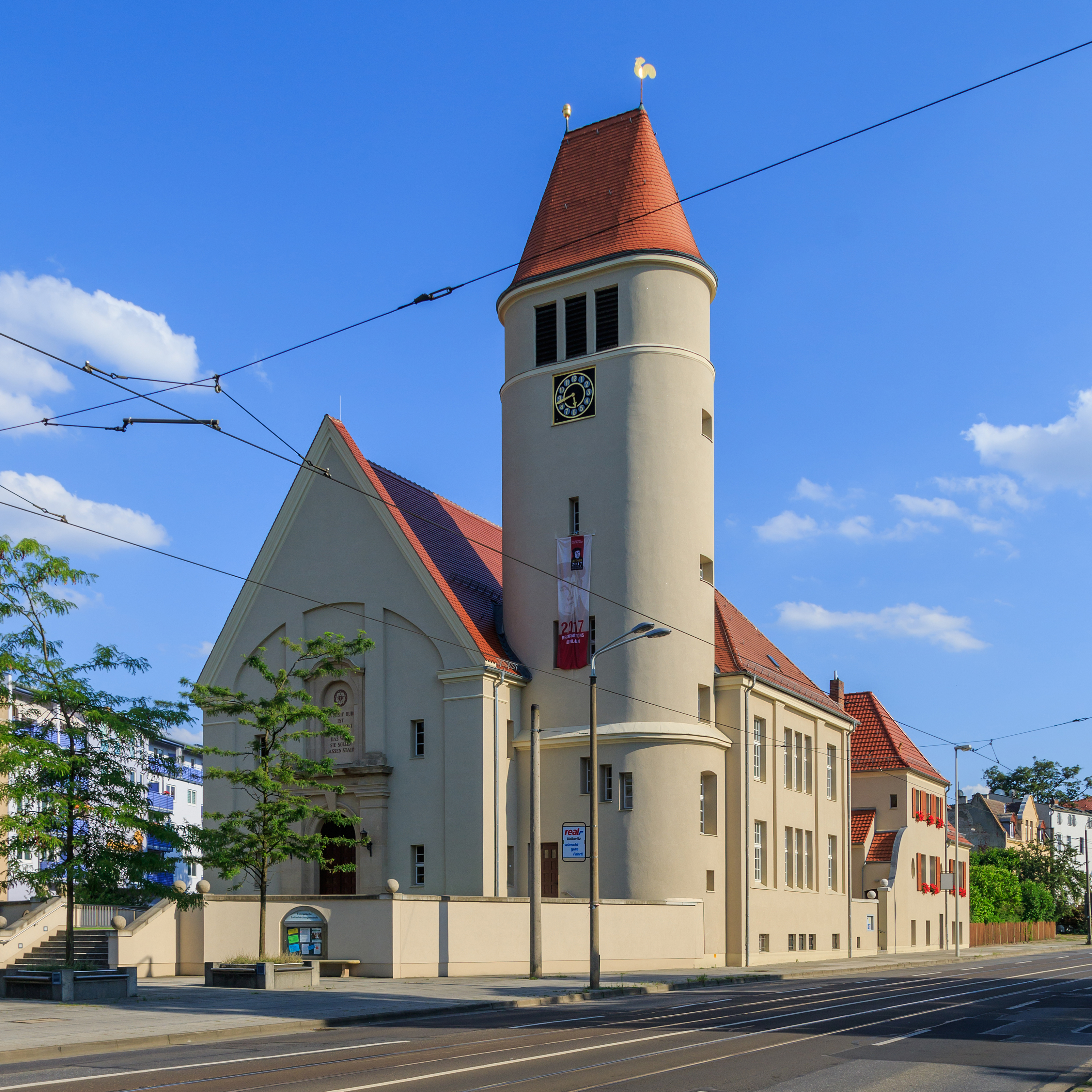
Lutherkirche (2017)

Die Lutherkirche ist ein Kirchengebäude im Kirchenkreis Cottbus der Evangelischen Kirche Berlin-Brandenburg-schlesische Oberlausitz. Das Gotteshaus entstand 1911–1912 nach Plänen des Berliner Architekten Robert Leibnitz in der brandenburgischen Stadt Cottbus. Nach starken Kriegsschäden wurde das Gebäude bis 1951 wieder auf- und später ausgebaut. Sie steht seit den späten 1990er Jahren unter Denkmalschutz.

## Geschichte
Die Industrialisierung in deutschen Städten führte auch in Cottbus gegen Ende des 19. Jahrhunderts zu einem starken Bevölkerungsanstieg, die christliche Religion war bei den neuen Einwohnern weit verbreitet. So beschlossen die Anhänger des evangelischen Glaubens, die sich bereits in den 1840er Jahren zur Martin-Luther-Gemeinde zusammengeschlossen hatten, ein eigenes Gotteshaus zu errichten. Zunächst wurden Teile der Gemeinde am 1. April 1902 ein selbstständiger Pfarrbereich. Sie gründeten 1906 den Luther-Kirch-Bauverein, organisierten eine breite Spendenkampagne, erwarben in der Thiemstraße 27 Bauland, fanden mit dem königlichen Regierungsbaumeister Robert Leibnitz entsprechende Unterstützung. Am 25. Juni 1911 erfolgte die feierliche Grundsteinlegung, bereits am 30. Juni 1912 konnte die Kircheneinweihung begangen werden. Beteiligte Firmen am Bau waren Michaelis & Dietrich aus Cottbus (Bauaufsicht), Maurermeister Gustav Klammer sowie die Zimmermeister Alfred Kisse und Hermann Wust. Die Baukosten für das stattliche Gotteshaus mit Turm in Verbindung mit zwei Vereinssälen in einem Pfarrhaus sowie einer Küsterwohnung im Parterregeschoss betrugen 152.000 Mark.
Im Ersten Weltkrieg musste die Gemeinde die Bronze-Glocken als Metallspende des deutschen Volkes abliefern, die in Kriegsgeräte umgeschmolzen wurden. Im Jahr 1926 erhielt die Kirche ein neues Geläut. Dieses musste im Zweiten Weltkrieg wieder abgeliefert werden, kam aber wohl zunächst auf einen zentralen Glockenfriedhof. Die kleinste Glocke gelangte nach dem Ende des Krieges an die Oberkirche St. Nikolai in Cottbus, wo sie bis 2022 im Glockenturm läutete. Gegenwärtig steht sie im Kirchraum der Oberkirche St Nikolai ausgestellt.
Bei den Luftangriffen auf Cottbus am 15. Februar 1945 wurde die Kirche stark beschädigt, nach Kriegsende wurde das Baumaterial der Ruine für den Aufbau von Neubauernhöfen bestimmt. Erst mit Gründung der DDR, im Jahr 1949 konnte der Wiederaufbau geplant, unter Leitung des Architekten Hans Palm und durch Spenden und Arbeitsleistungen schrittweise durchgeführt werden. Am 13. Mai 1951 erfolgte die Wiedereinweihung des Sakralgebäudes. Ein neues Geläut wurde 1954 eingeweiht, 1955 weihte die Luthergemeinde auch den ersten Teil der neu gebauten Jehmlich-Orgel ein. Die letzten äußeren Kriegsschäden am Kirchengebäude wurden erst 1978 beseitigt.
Nach der deutschen Wiedervereinigung und der administrativen und kirchlichen Neugliederung konnte die Kirche außen und innen komplett saniert werden. Die Innensanierung erfolgte von September 2018 bis August 2019. Im Jahr 2021 wurde die Orgel durch das Unternehmen Mitteldeutscher Orgelbau A. Voigt saniert, am 13. November 2021 wurde sie erneut eingeweiht.

## Baubeschreibung

### Architektur
Die Kirche ist eine im Jugendstil errichtete Saalkirche mit einem gerade schließenden Chor im Süden, Satteldach und einem neobarocken reliefierten Hauptportal auf der Nordseite, an der sich asymmetrisch der querovale Westturm mit einem Keildach angliedert. Über dem Portal des mehrgliederigen Baukörpers sind in einem Blendfenster die Anfangszeilen der ersten und der vierten Strophe von Ein feste Burg ist unser Gott unter der Lutherrose zu lesen. An der Ostseite befinden sich fünf Rundbogenfenster. Im Westen und im Süden schließt sich das Gemeindehaus an.
Alle Dächer des Bauensembles sind  2012 mit neuen roten Dachziegeln gedeckt worden, die Fassaden wurden mit beigem Putz erneuert.
Die Halbrund-Fenster des Kirchenraumes sind in zwei Etagen gegliedert und ziehen sich um den östlichen Querflügel über den Turm bis zum westlichen Baubereich herum. Sie lassen durch nichtfarbiges Glas einseitig Tageslicht in den Kirchenraum treten.
Ein Tonnengewölbe schließt den Kirchenraum ab. Wand- und Deckenflächen sind in verschiedenen Weißtönen ausgemalt.

### Ausstattung

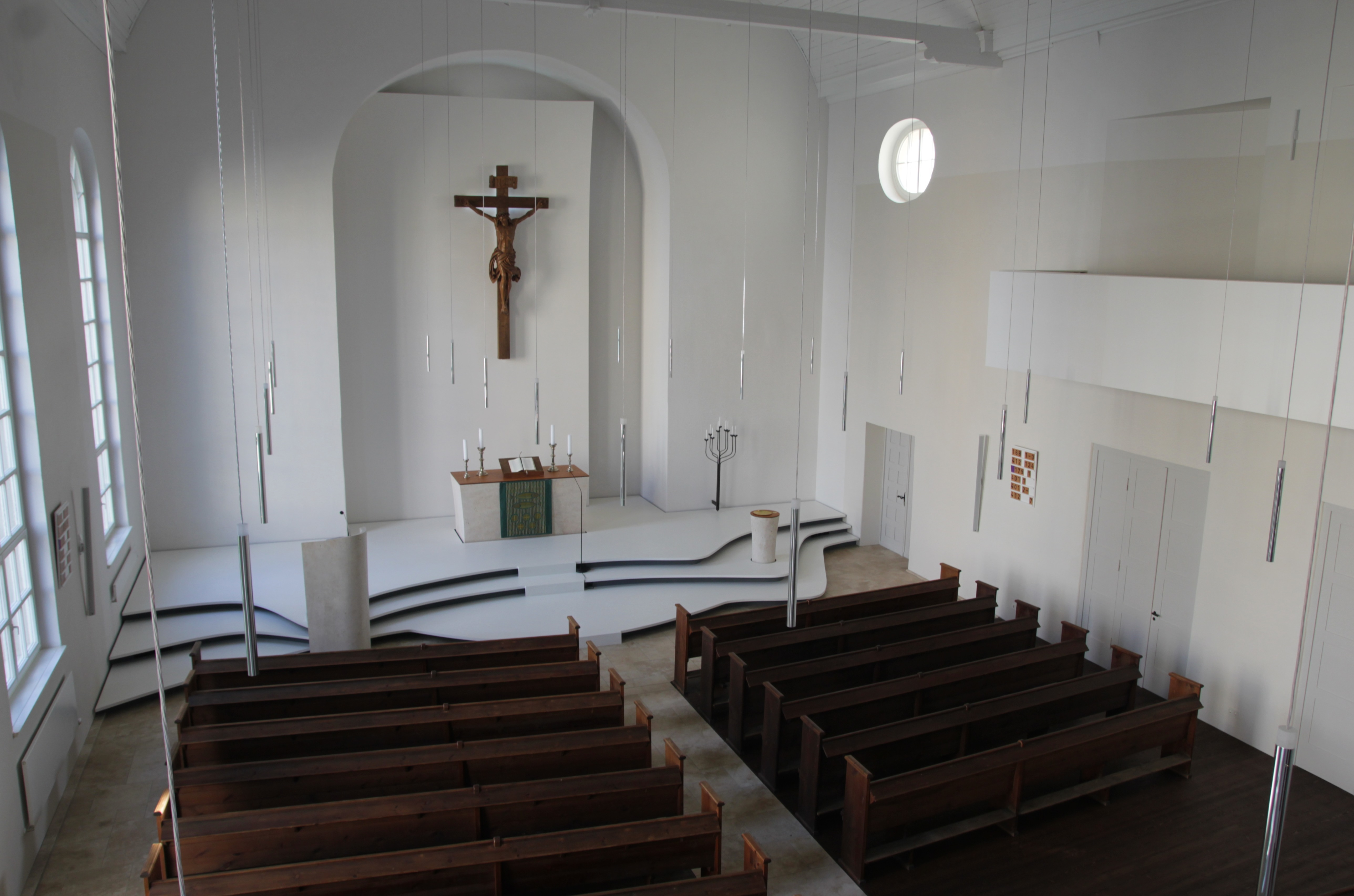
Innenraum (2019)

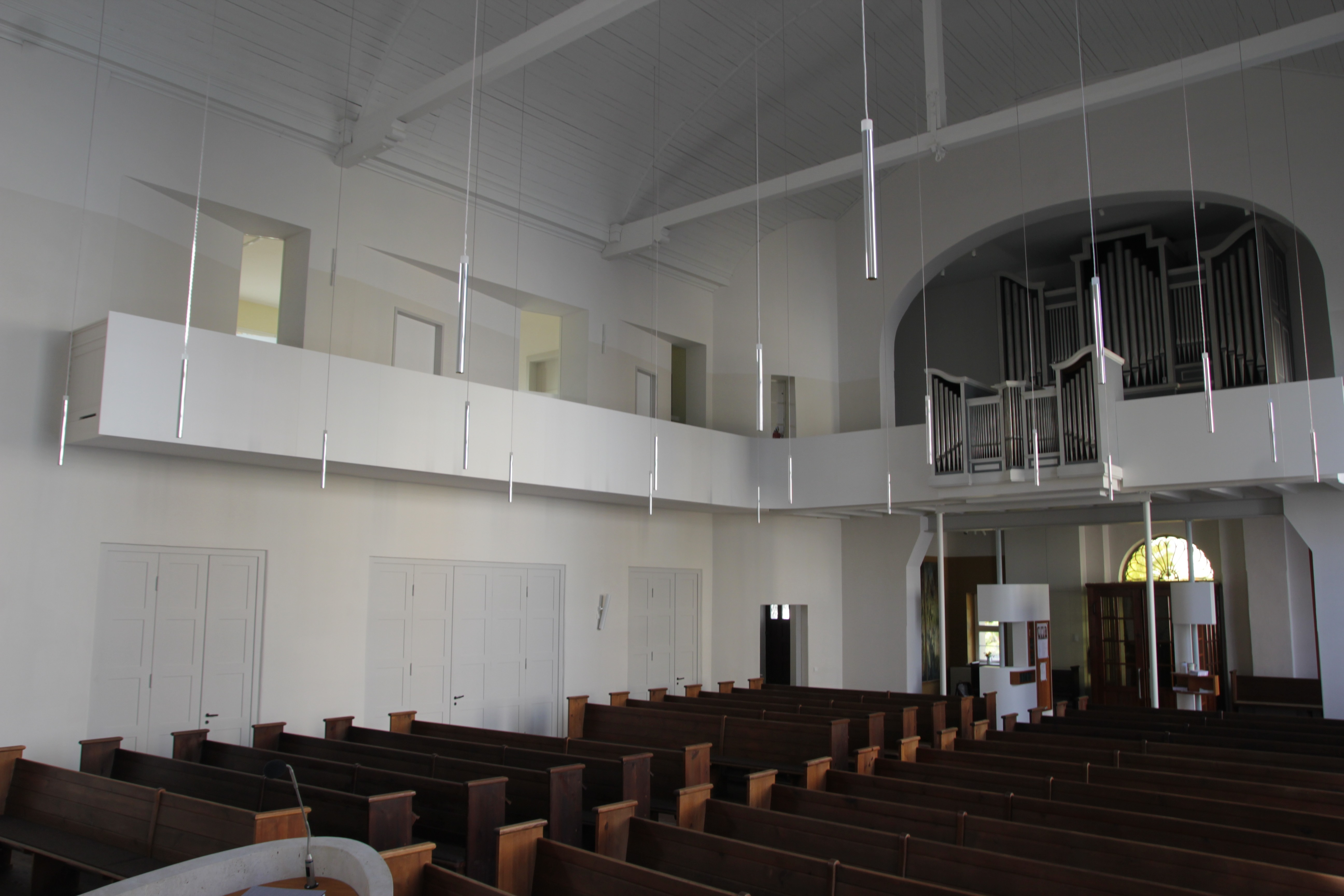
Ansicht der Orgelempore (2019)

Die ursprüngliche Jugendstilausstattung sowie die reiche farbliche Ausmalung wurden 1945 vollständig zerstört.
Gegenwärtig präsentiert sich das Innere der Kirche seit dem Umbau von 2019 in einer dezenten Ansicht.
Altar und Kruzifix sind in einer flachen Apsis angeordnet, zu der drei in Freiform ausgeführte Stufen hinaufführen. Ein Ambo und ein Taufstein aus sedimentiertem Muschelkalk vervollständigen die Ausstattung des Altarraums.
Das Kruzifix hing bis zur Zerstörung des Gotteshauses außen an der nördlichen Giebelwand und ist das letzte originale Ausstattungsstück der Kirche. Beim Wiederaufbau bekam es als Altarkreuz seinen heutigen Platz.
Der rechteckige Altartisch ersetzt den im ZWK zerstörten früheren Kanzelaltar sowie den gemauerten Altar von 1951. Er ist ebenfalls aus weißem Muschelkalk gefertigt und mit einer Holzplatte bedeckt.
Dreizehn Bankreihen aus gebeiztem Holz, durch einen Mittelgang unterbrochen, bieten bis zu 250 Besuchern Platz.
Im Kirchenraum befindet sich auf einer L-förmigen Empore eine Orgel aus der Werkstatt des Orgelbauers Jehmlich, die neben den Gottesdiensten auch für öffentliche Konzerte genutzt wird.

## Gemeindearbeit
Die Luthergemeinde hatte Ende 2022 rund 1160 Mitglieder. Zur Gemeinde gehört der evangelische Kindergarten Lutherrose in der Weinbergstraße 14 unweit des Gotteshauses. Die regelmäßige Gemeindearbeit beinhaltet u. a. die Durchführung der Christenlehre für Kinder, die Arbeit mit Konfirmanden, die Junge Gemeinde, den Unterhalt eines Bläserchores, einen Seniorenkreis und einen Besuchsdienstkreis.
Pfarrer  (Auswahl)
- 1904–1932: Rudolf Rauh[5][4]
- 2000–2017: Stefan Aegerter
- 2019–2022: Vera von der Osten-Sacken[12][13]
- Vakanz: Stefan Magirius[13]
- Januar – Oktober 2023: Sven Oliver Lohmann[1]
- Seit 2025: Adrian Reinfeld[14]